# 구논회
구논회(具論會, 1960년 6월 20일~2006년 11월 5일)는 대한민국의 교육인 출신의 정치인으로, 제17대 국회의원이다.

## 생애
1960년 충청남도 보령에서 태어났고, 1985년 충남대학교 경제학과를 나왔다.
1995년 2월 위암 3기 선고를 받아 투병·수술을 하였으며, 이듬해 폐결핵을 앓게 되었다. 동시에 제약회사 영업사원과 학원강사로 활동하였으며, 1996년에는 대전 중구에 입시전문학원인 대학학원을 설립하여 대전 지역 명문 대형학원으로 성장시켰다.
1999년 이후 시민단체 후원과 난치병 어린이 돕기, 북한동포 돕기 등으로 사회에 봉사하였다.
2004년 5월 제17대 열린우리당 소속으로 국회의원으로 당선되었다. 2006년 열린우리당 원내부대표, 대전지역 지방선거 기획단장, 국회 정치개혁특별위원회 위원과 교육위원회 교육위원, 신행정수도 후속대책특위 위원, 행정자치위원으로 활동하였다.
위암이 2006년 4월 중순에 재발하여 늑막암 말기 진단을 받고 7개월간 투병하였고, 2006년 11월 5일에 46세로 별세했다.

## 학력
- 1973년 옥계국교(지금의 옥계초등학교) 졸업
- 1976년 청라중학교 졸업
- 1979년 대전고등학교 졸업
- 1985년 충남대학교 경제학 학사

## 경력
- 한남대학교 행정정책대학원 객원교수
- 열린우리당 당무위원 겸 원내부대표
- 대전광역시 농구협회 회장
- (주)대전아카데미 CEO 대표이사
- 청소년저널 대전 “밥 매거진” 발행인
- 지역지방분권운동 대전지역본부 공동대표
- 한국공동주택문화연구소 이사장
- 케이블 방송 참TV "희망동 사람들" 진행자(1998년 8월~2000년 8월)
- 2002년 3월 6일, 새천년민주당 입당
- 2002년 3월 6일~2003년 8월 6일 새천년민주당 당무위원
- 2003년 8월 6일, 새천년민주당 탈당 및 무소속 전향
- 2003년 12월 18일, 열린우리당에 입당하여 열린우리당 당무위원 역임
- 2004년 1월 13일, 열린우리당 당무위원 겸 동당 대전광역시당위원회 공동창당 준비위원장
- 2004년 5월 ~ 2006년 11월 제17대 열린우리당 국회의원

## 저서
- 〈새는 날아야 산다〉 에세이

## 가족 관계
- 배우자: 류현미
  - 아들: 구자헌
  - 딸: 구자혜

## 역대 선거 결과
| 실시년도 | 선거   | 대수 | 직책     | 선거구       | 정당       | 득표수   | 득표율          | 순위 | 당락 | 비고 |
| -------- | ------ | ---- | -------- | ------------ | ---------- | -------- | --------------- | ---- | ---- | ---- |
| 2004년   | 총선   | 17대 | 국회의원 | 대전 서구 을 | 열린우리당 | 47,053표 | \| \| 41.70% \| | 1위  |      | 초선 |
|          | 41.70% |      |          |              |            |          |                 |      |      |      |